# Собор Святого Владимира (Париж)
Собор Святого Владимира Великого (укр. Собор святого Володимира Великого, фр. Cathédrale Saint-Volodymyr-le-Grand) — грекокатолический храм в Париже, кафедральный собор епархии Святого Владимира Великого в Париже Украинской грекокатолической церкви. Расположен в часовне бывшего госпиталя «Шарите» на бульваре Сен-Жермен.

## История
На месте храма с XIII века стояла приходская церковь святого Петра, которая была разрушена в XVII веке. В 1613 году королева Мария Медичи заложила первый камень нового храма, который по окончании строительства был передан братству святого Иоанна Божьего, монашескому ордену, курирующему больных. Со временем, рядом с церковью монахи построили госпиталь для бедных, который на протяжении веков увеличивался и развивался. Революция выгнала монахов, но госпиталь стал центром медицинского образования. Часовня была приспособлена для потребностей больницы. В 1799 году в ней открылась клиническая школа, а в 1850 году в её помещении расположилась медицинская академия.
В 1930-е годы госпиталь был снесён, а на его месте разместился медицинский факультет Сорбонны. Помещение церкви не было разрушено, поскольку её фасад вошел в список исторических памятников. На фасаде можно увидеть фигуру античного бога медицины Эскулапа в окружении ликторов, редкий пример декора эпохи Французской революции.
История этого места связана также с именем Симона Петлюры, который умер 25 мая 1926 года, после смертельного ранения, в больнице «Шарите», где теперь находится украинский собор. В нынешней церкви находятся две мемориальные таблицы на украинском и французском языках, напоминающие об этом обстоятельстве.

### В качестве украинской церкви
В 1937 году была основана греко-католическая миссия, которой в 1943 году была предоставлена церковь на бульваре Сен-Жермен. Церковь была освящена римско-католическим архиепископом Парижа 09.05.1943 в честь святого Владимира Великого. Нынешний иконостас собора создан в 1971 году художником Емельяном Мазуриком.
С 1954 года во Франции существует ординариат для католиков восточных обрядов, который изначально включал и украинских греко-католиков. В 1960 году Папа Римский Иоанн XXIII, при содействии апостольского визитатора для украинцев Западной Европы архиепископа Ивана Бучко, создал Апостольский экзархат для украинцев во Франции и назначил первого экзарха в лице епископа Владимира Маланчука с центром в Париже. Храм святого Владимира Великого в Париже провозглашён кафедральным собором экзархата. Позже, в 1983 году, экзархом стал епископ Михаил Гринчишин.
В 1969 году у церкви обустроили сквер имени Тараса Шевченко, а в 1978 году здесь был установлен его бюст работы Михаила Лысенко.

## Современное состояние
Еженедельно участие в богослужениях в соборе святого Владимира Великого в Париже принимают участие около 250—300 человек, по большим праздникам — более тысячи, в основном современные трудовые мигранты с Украины.
При храме действует кафедральный хор, иконописная и катехизическая школы, а также украинская субботняя школа, которую посещают около сорока детей. При церкви организуются совместные празднования религиозных и украинских национальных праздников и памятных дат.
При приходе работают Сестры Служительницы Пренепорочной Девы Марии, которые учат детей катехизису, посещают больных и людей, помогают священникам в их пасторской деятельности.
Настоятелем собора является священник Михаил Романюк.